# Sant Galderic de Can Llobat
Sant Galderic de Can Llobat és una capella de la masia de Can Llobat, del Veïnat de la Misèria, del terme comunal vallespirenc de Montferrer, a la Catalunya del Nord.
Està situada al costat oriental de la masia de Can Llobat, situada dalt de la carena en els vessants de la qual s'estén el Veïnat de la Misèria.
A prop seu, a llevant, es troba un oratori dedicat al mateix sant.